# Ахманский
Ахманский — посёлок в Нижнетавдинском районе Тюменской области России. Входит в состав Новоникольского сельского поселения.

## География
посёлок находится на западе Тюменской области, в пределах юго-западной части Западно-Сибирской низменности, в зоне подтайги, у истока реки Ахманка, на расстоянии примерно 58 километров (по прямой) к западу-юго-западу от села Нижняя Тавда, административного центра района.

### Климат
Климат резко континентальный с холодной продолжительной зимой и коротким тёплым летом. Средняя температура воздуха самого холодного месяца (января) — −18,6 °C (абсолютный минимум — −53 °C); самого тёплого месяца (июля) — 17,6 °C (абсолютный максимум — 38 °С). Безморозный период длится в среднем 111 дней. Среднегодовое количество атмосферных осадков составляет 300—400 мм, из которых 70 % выпадает в тёплый период. Продолжительность залегания снежного покрова составляет в среднем 156 дней.

## Население
| 2010 |
| ---- |
| 51   |

Согласно результатам переписи 2002 года, в национальной структуре населения русские составляли 85 % населения из 55 чел.